# تپه کزآباد ۳
تپه کزآباد ۳ مربوط به عصر مس و سنگ - عصر مفرغ - عصر آهن است و در شهرستان چرداول، بخش هلیلان، دهستان هلیلان، ۲۵۰ متری شمال شرق شهرک توحید واقع شده و این اثر در تاریخ ۲۶ اسفند ۱۳۸۷ با شمارهٔ ثبت ۲۶۰۳۳ به‌عنوان یکی از آثار ملی ایران به ثبت رسیده است.